# Colorantes naturales

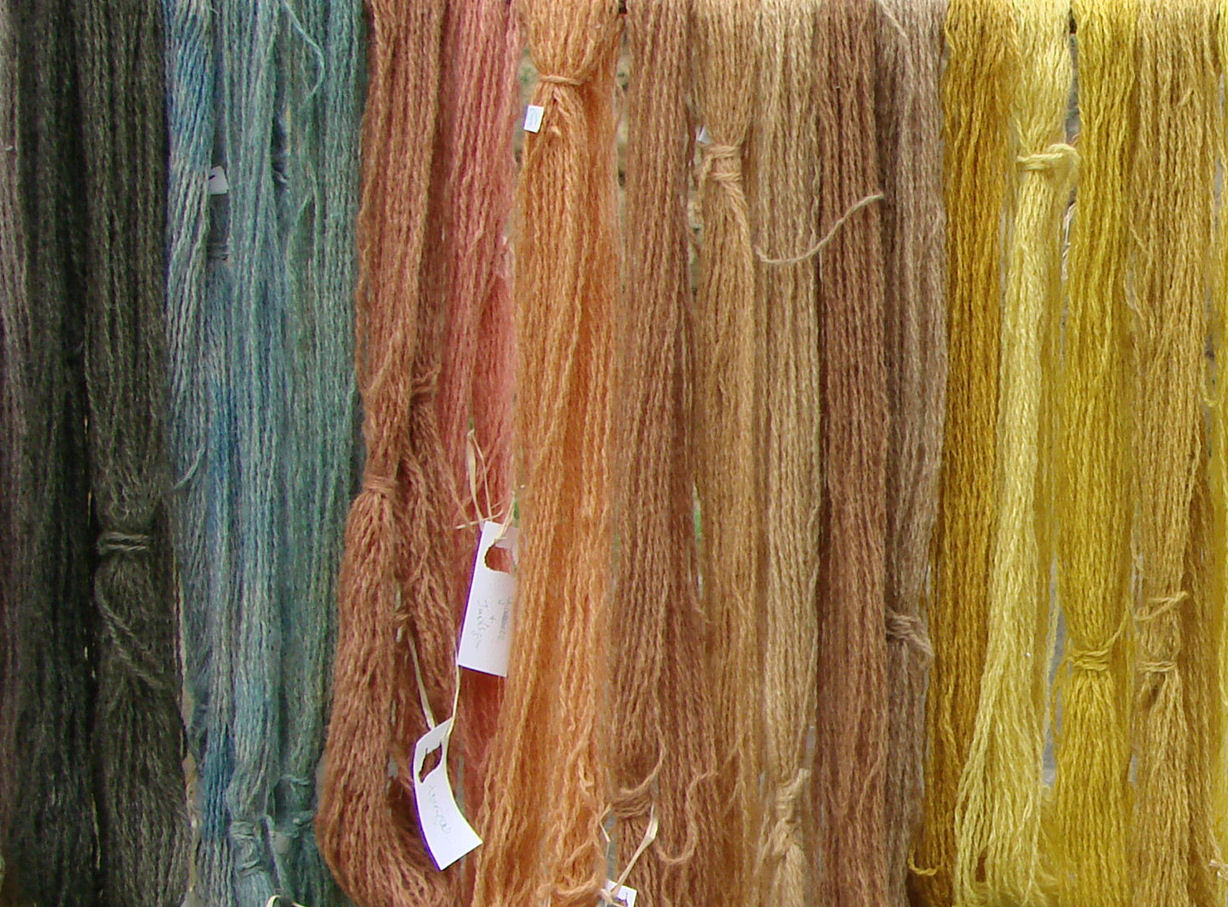
Lana tintada con extractos naturales de plantas

Los términos colorantes naturales y tintes naturales hacen referencia a colorantes o tintes derivados de plantas, invertebrados o minerales. La mayor parte de los colorantes naturales son colorantes vegetales provenientes de plantas ( raíces, bayas, cortezas, hojas  y madera), y otras fuentes orgánicas como, por ejemplo, los hongos y los líquenes.
Los arqueólogos han hallado evidencia de colorantes textiles del periodo Neolítico. En China, los colorantes elaborados a partir de plantas, cortezas e insectos vienen utilizándose ya desde hace más de 5,000 años. El proceso básico de tinción ha cambiado ligeramente con el tiempo. Generalmente, el material colorante se coloca en una vasija con agua y luego los textiles se colocan en la vasija, la cual se calienta y se agita hasta que el color se transfiere. La fibra textil puede colorearse antes de realizar el hilado, pero la mayor parte de los textiles se tiñen después de elaborar el tejido. Muchos colorantes naturales requieren el uso de sustancias químicas llamadas mordientes para fijar el colorante a la fibra textil;; antiguamente se utilizaban taninos provenientes de agallas, sales, alumbre natural, vinagre e incluso amonia de la orina añejada. Muchos mordentes, y algunos de los mismos colorantes, generan olores fuertes, y por ello muchos trabajos de tinción a gran escala a menudo se mantenían en zonas alejadas del centro de la ciudad.

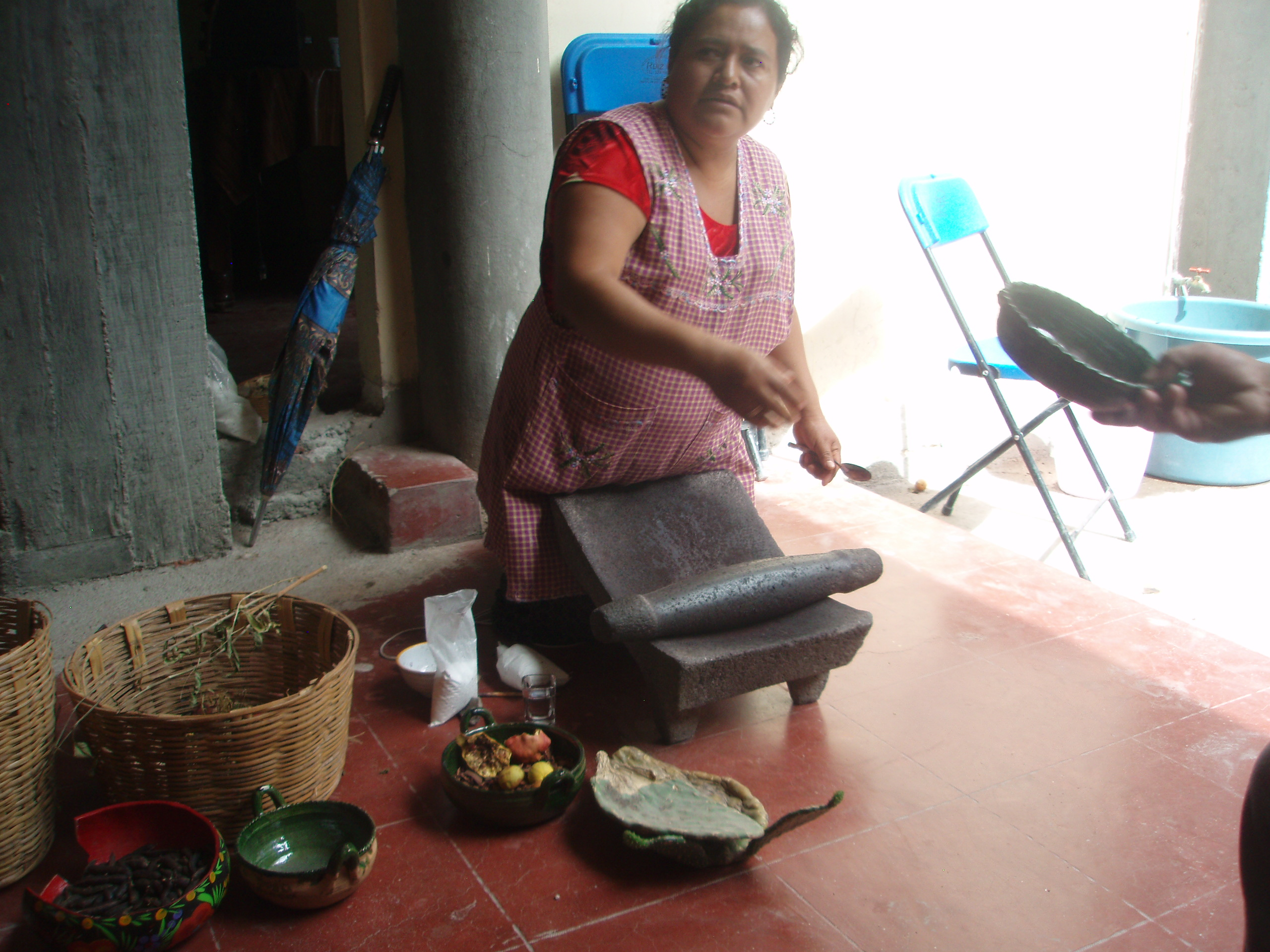
Uso de colorantes naturales en la elaboración de sarapes (Teotitlán del Valle, Oaxaca, México).

## Colorantes utilizados en la industria textil
El colorante es determinado según el tipo de fibra de la tela a teñir:
- Fibras de celulosa: algodón, lino, cáñamo, ramio, bambú, rayón
- Fibras de proteína: lana, angora, mohair, cachemir, seda, soja, cuero, gamuza

Las fibras de celulosa requieren colorantes reactivos a la fibra, directos o sustantivos y colorantes de tina, los cuales son solubles e incoloros y se fijan mediante la luz y/o por oxígeno. Las fibras de proteína requieren colorantes de  tina, ácidos y mordientes indirectos, los cuales precisan de un agente unificador. Cada fibra sintética requiere de un método de teñido particular, por ejemplo, el nylon requiere colorantes ácidos, del tipo disperso y pigmentarios; el acetato de rayón necesita colorantes dispersos, y así por el estilo.  En la actualidad, los principales tipos de colorantes naturales utilizados en la industria textil son los siguientes
Animales:
- Insecto cochinilla (rojo)
- Orina de vaca (amarillo Indio)
- Insecto laca (rojo, violeta)
- Cañadilla Murex brandaris (púrpura)
- Pulpo sepida (marrón sepia)

Plantas:
- Catechu o Clutch tree (café)Para el teñido de lanas se usan plantas de la Patagonia, como el Calafate, Zampa, Vidriera, Yaoyin, Molle, etc. Los frutos, las hojas y las raíces son aquellas partes con propiedades tintóreas. Para realizar el teñido de la lana cruda, se la debe colocar en agua tibia con sal, mientras que en una olla se hierve durante 30´ aquella parte de la planta a utilizar. Luego se retira la planta y se introduce la lana durante 40´.

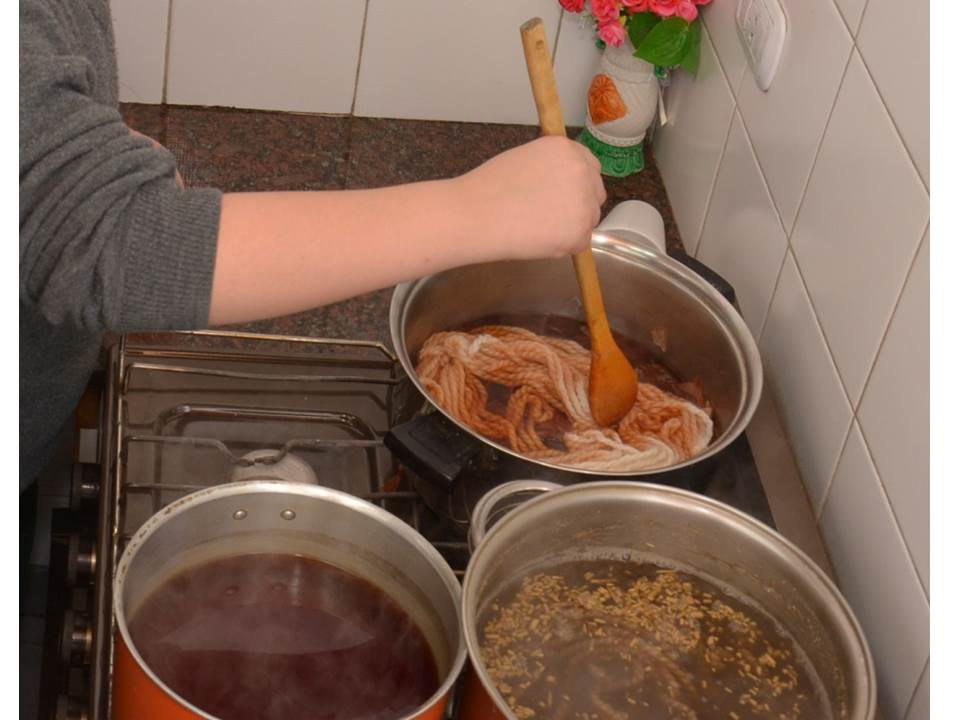
Para el teñido de lanas se usan plantas de la Patagonia, como el Calafate, Zampa, Vidriera, Yaoyin, Molle, etc. Los frutos, las hojas y las raíces son aquellas partes con propiedades tintóreas. Para realizar el teñido de la lana cruda, se la debe colocar en agua tibia con sal, mientras que en una olla se hierve durante 30´ aquella parte de la planta a utilizar. Luego se retira la planta y se introduce la lana durante 40´.

- Gutagamba (amarillo mostaza oscuro)
- Raíz de rubhada del Himalaya (amarillo)
- Planta Indigofera (azul)
- Árbol Kamala (amarillo-naranja, amarillo dorado)
- Planta Consolida|Larkspur (amarillo)
- Raíz de granza o Rubia tinctorum (rojo, rosa, naranja)
- Fruto de Myrabolan (amarillo, verde, negro)
- Cáscara de Punica granatum|granado (amarillo)
- Reseda luteola|Gualda (amarillo)

Minerales (algunos son tóxicos):
- Arsénico (verde)
- Arcilla (ámbar)
- Cadmio (verde, rojo, amarillo, naranja)
- Carbón (negro)
- Cromo (amarillo, verde)
- Cinabrio (bermellón)
- Cobalto (azul)
- Cobre (verde, azul, púrpura)
- Óxido de hierro]] hidratado (ocre)
- Plomo (blanco, amarillo-rojo)
- Limonita (siena)
- Titanio (blanco, beige, amarillo, negro)
- Zinc (blanco)

## Orígenes
Los colores de la muy "coloreada" gama de rojos, marrones y naranjas, son los primeros en aparecer en diversas telas antiguas, que van desde el Neolítico hasta la Edad de Bronce, ubicados en el Levante mediterráneo, Egipto, Mesopotamia y Europa, las cuales precedieron a los azules, luego a los amarillos y a los verdes que se encontraron más tarde. La evidencia más antigua de teñido de textiles fue encontrada en el gran asentamiento neolítico de Çatalhöyük en el sur de Anatolia, donde fueron encontrados huellas de los tintes rojos, posiblemente extraídos a partir del pigmento ocre del óxido de hierro de la arcilla.  Telas polícromas o multicolores parecen haber sido desarrolladas en el tercer o segundo milenio a.C. Telas con una urdimbre "rojo-marrón" y "ocre-amarillo" fueron descubiertas en las pirámides egipcias de la Sexta Dinastía (2345-2180 a. C.).
Son pocas las ocasiones en las que se ha llevado a cabo un análisis químico para identificar el tinte utilizado en telas antiguas. Incluso cuando se ha detectado un colorante como el azul índigo, ha sido imposible determinar cuál de las plantas portadoras de índigo fue la utilizada. Sin embargo, tomando en cuenta el color de los fragmentos textiles que han sobrevivido, y la evidencia de colorantes encontrados en sitios arqueológicos, tales como rojos, azules y amarillos de origen vegetal, demuestran que eran comúnmente utilizados en la Edad de Bronce y la Edad de Hierro.